# Emmanuel Berl
Emmanuel Berl, né le 2 août 1892 au Vésinet et mort le 22 septembre 1976 à Paris 14e, est un homme politique, journaliste, historien et essayiste français.
Il est l'époux de la chanteuse Mireille (Hartuch), qui le surnommait « Théodore », et le cousin de Lisette de Brinon.

## Biographie

### Jeunesse et études
Emmanuel Berl est issu d'une famille de la haute bourgeoisie juive parisienne, originaire d'Alsace côté paternel (grand-père, fondateur et propriétaire d'une entreprise de fabrication de lits et meubles « en fer et cuir », père directeur) et de Suisse côté maternel (Lange, horlogerie[pas clair], au Locle, apparentée aux Bergson et aux Proust ainsi qu'à l'écrivain Monique Lange et à Henri Franck).
Il est élève au lycée Condorcet. Il suit des études de philosophie, adopte des positions pacifistes, et passe une année universitaire (1913-1914) à l'université de Fribourg-en-Brisgau. Il suit des cours à l'École libre des sciences politiques et en sort en 1911 (section administrative) non diplômé.

### Parcours professionnel
Alors qu'il peut être élève-officier à l'arrière, il s'engage comme volontaire en 1914. Il participe aux combats (dont un an de tranchées). Il est réformé en 1916 pour maladie respiratoire après avoir reçu la Croix de guerre, avec un séjour en hôpital militaire à Cimiez (Nice).
Il fait la connaissance de Marcel Proust. Dans son roman Sylvia, Berl raconte plus tard sa querelle avec Proust au sujet du bonheur amoureux : lorsque Berl lui raconte qu'il vit une histoire d'amour heureuse (avec Suzanne Moret), Proust lui répond que c'est impossible, que l'amour partagé n'existe pas, qu'il faudrait que Sylvia le fasse souffrir ou soit morte, pour que Berl éprouve pleinement ce qu'est l'amour. Devant l'incompréhension de Berl, Proust finit par se fâcher et lui lance ses pantoufles à la figure, puis renvoie le jeune homme chez lui.
Il fréquente les surréalistes, se lie avec Louis Aragon, Gaston Bergery et Pierre Drieu la Rochelle, son ancien condisciple du lycée Carnot.
En 1920, il épouse à Andrein Jacqueline Bordes et, selon Dominique Desanti, ne cache pas qu'il s'est marié avec « une propriété catholique ». Fréquentant les maisons dites « de tolérance », il tombe amoureux d'une prostituée, Suzanne Muzard qui devient sa maîtresse, et qui le trompe passagèrement avec André Breton. En 1926, il divorce d'avec Jacqueline Bordes.
Le 1er décembre 1928 à Paris, il épouse Suzanne Muzard, ce qui lui aurait valu la rancune de Breton et des surréalistes.

En 1927, il publie avec Drieu la Rochelle un périodique éphémère, Les Derniers Jours, qui ne publiera que six numéros (de février à juillet 1927). En 1928, il participe, avec Édouard Berth, Marcel Déat, Bertrand de Jouvenel et Pierre Mendès France, à la rédaction des Cahiers bleus que vient de lancer Georges Valois. La même année, il rencontre André Malraux et lui dédie son ouvrage Mort de la pensée bourgeoise, pamphlet dans lequel il appelle à une culture et à une littérature plus engagées. Il s'irrite notamment du snobisme de l'homosexualité, qui selon lui prône une fausse libération : 

« Je voudrais que les invertis pratiquent sans être inquiétés la sodomie et renoncent à un sodomisme qui devient une sorte de nationalisme avec cérémonie et fanfares, haine de l'étranger, culte des grands hommes, panthéon des invertis célèbres et, sous l'arc de triomphe, la tombe du pédéraste inconnu. […] Ce n'est pas de là que vient la liberté et il faut réellement regretter que tant de talents se crispent à la défense de l'inversion quand ils auraient par ailleurs à accomplir tant de tâches urgentes. »

Dans une lettre, Proust aurait proposé à Berl, pour l'aider à entrer dans le milieu littéraire, un « faux certificat d'inversion ».
Durant les années 1930, il entre en politique aux côtés des radicaux. Après avoir travaillé à l'hebdomadaire Monde, il lance en 1932 l'hebdomadaire Marianne, qui est jusqu'à l'apparition de Vendredi en 1935, le principal hebdomadaire de gauche. Il y défend une ligne favorable au Front populaire, mais son pacifisme intransigeant et son égal refus des totalitarismes fasciste et communiste l'incitent à adopter des positions hétérodoxes et à marquer sa curiosité, sinon toujours sa sympathie, pour le néo-socialisme. Il heurte la gauche car il est d'avis de doter la France d'une grande et forte armée : « Je suis pour la force et contre la violence », dit-il.
Le 15 janvier 1937, Marianne, appartenant aux éditions Gallimard, est racheté par la société anonyme « L'Hebdomadaire 44, avenue des Champs-Elysées » dont Raymond Patenôtre est le « principal bailleur de fonds ». Berl, qui a donné sa démission de directeur de l'hebdomadaire le 13 janvier, est remplacé par Lucien Vogel.
Le 27 avril 1937, il divorce d'avec Suzanne Muzard et, le 26 octobre 1937, il se marie avec Mireille Hartuch, plus connue comme la chanteuse Mireille,.
Dans les années d’avant-guerre, il manifeste paradoxalement un antisémitisme virulent. Il écrit ainsi : « Les nations modernes octroient la nationalité avec trop de générosité » estimant par ailleurs que, sur les 16 millions de Juifs disséminés dans le monde, « plus des trois quarts (Juifs russes, algériens, etc.) appartiennent à une classe de serfs arriérés et condamnés par l’évolution », et ne voyant d’avenir que pour « une minorité de juifs évolués ».
Il est ainsi considéré comme le modèle proustien d’Albert Bloch.
En 1938, il fonde un nouvel hebdomadaire, Pavés de Paris. Il approuve les accords de Munich, estimant que la situation militaire de la France à ce moment rend une entrée en guerre trop hasardeuse et que, par ailleurs, les Allemands des Sudètes ont raison de se considérer comme opprimés, le gouvernement tchèque étant notoirement germanophobe.

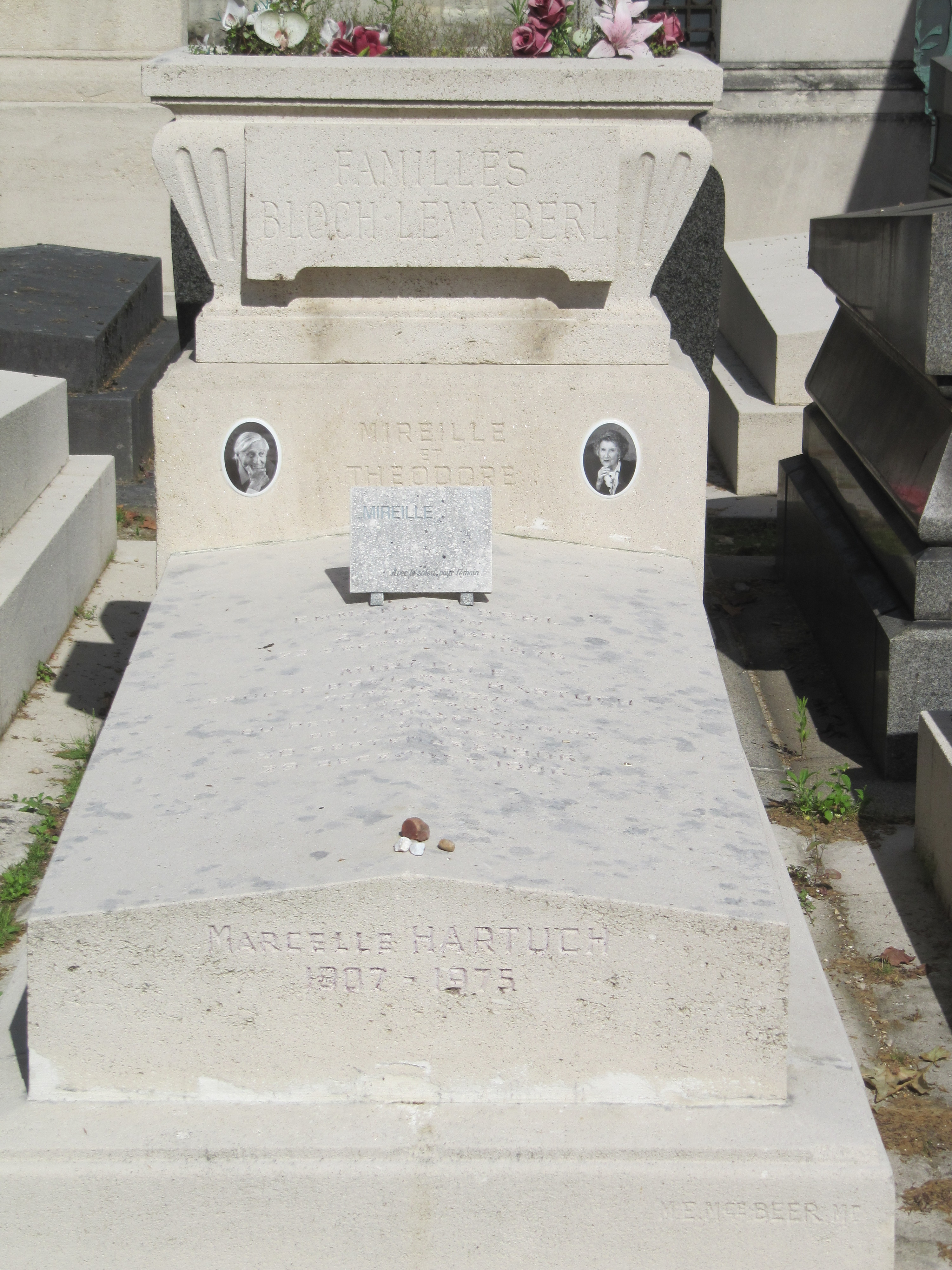
Tombe d'Emmanuel Berl au cimetière du Montparnasse (division 25).

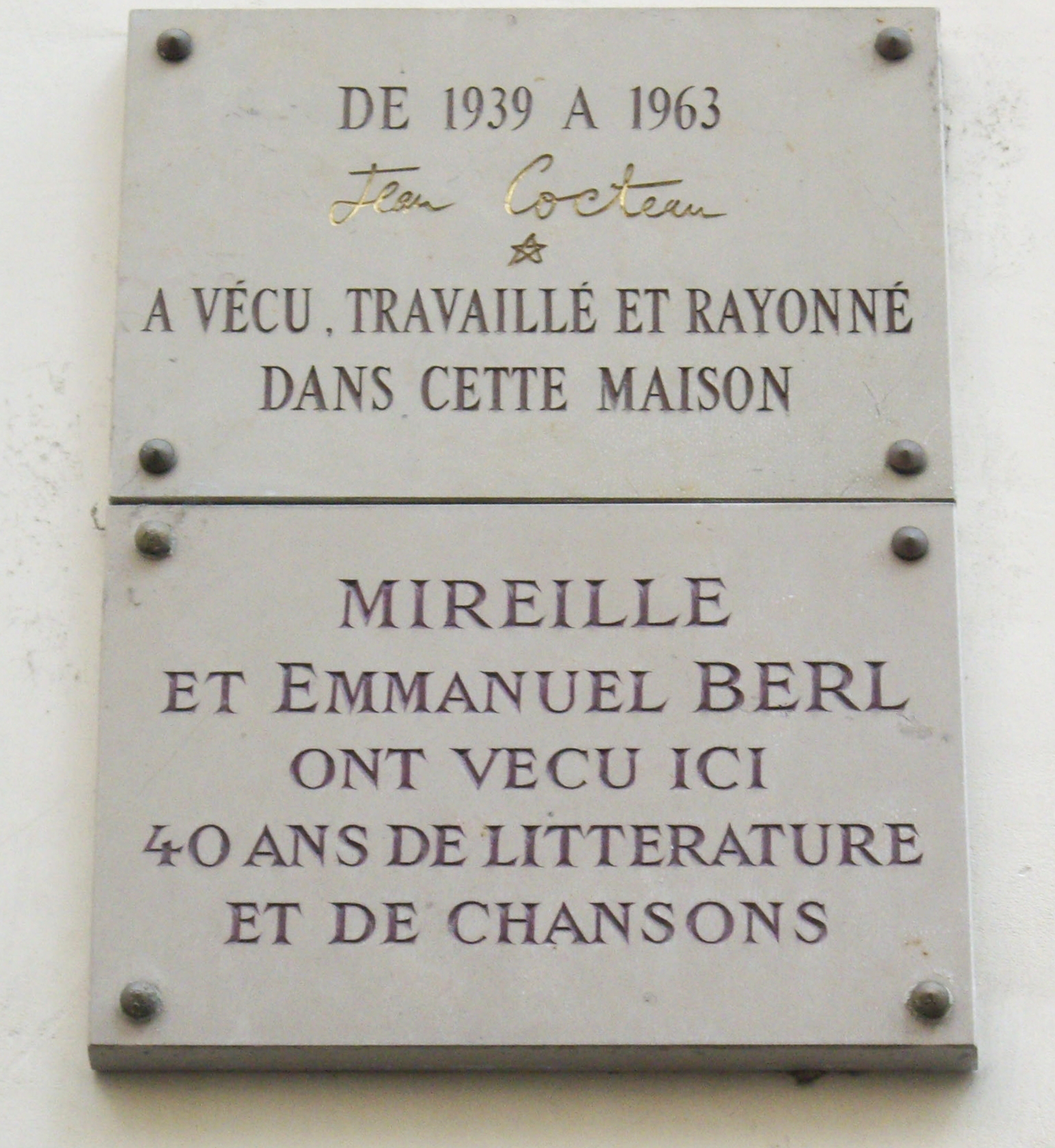
Plaque au 36, rue de Montpensier à Paris.

En janvier 1939, dans une lettre adressée à Jean Galtier-Boissière, Berl accuse Robert Bollack, patron de l'Agence économique et financière, de corrompre des journalistes français pour qu'ils incitent à la guerre contre l'Allemagne. Robert Bollack proteste, mais Berl maintient ses allégations et Charles Maurras les appuie en avril 1939, en affirmant que des Juifs américains ont remis trois millions de dollars à Raymond Philippe (ex-Lazard; fondateur de Pan-Holding) et à Robert Bollack pour financer une campagne belliciste.
Berl dirige Pavés de Paris jusqu'à l'exode de 1940. Quand arrive celui-ci, il part dans le sud-ouest avant d'être appelé, le 17 juin, à Bordeaux où Yves Bouthillier lui demande de travailler aux discours de Philippe Pétain, alors président du Conseil ; il rédige ainsi les deux discours des 23 et 25 juin, où figurent, entre autres formules : « Je hais les mensonges qui vous ont fait tant de mal » et « La terre, elle, ne ment pas ». Certains lui ont également attribué ce passage du discours radiodiffusé de Pétain, le 17 juin 1940, qui exprime l'acceptation officielle de la défaite : « C'est le cœur serré que je vous dis qu'il faut cesser le combat. Emmanuel Berl, le nègre de Pétain : cette phrase est de lui. Nous l'avons entendue à la radio, vous et moi. Quelle belle phrase, la plus émouvante jamais écrite en français… La plus sinistre, aussi, la plus lugubre ». Il est présent à Vichy au début du mois de juillet 1940 alors que se préfigure un changement de régime. Il rejoint ensuite à Cannes son épouse Mireille, puis s'installe, en juillet 1941, à Argentat en Corrèze, où il rédige une Histoire de l'Europe et où le rejoignent Bertrand de Jouvenel (de mère juive), Jean Effel, André Malraux et sa compagne Josette Clotis.
Au lendemain de la Seconde Guerre mondiale, il quitte la politique pour se consacrer à la littérature et à la rédaction d'ouvrages autobiographiques, parmi lesquels, notamment, Sylvia.
En 1962, il réalise avec l'éditrice Claude Arthaud l'album Cent ans d'histoire de France, qui obtient le grand prix de littérature de l'Académie française en 1967 et qu'il évoque dans un article de L'Express. La même année, celle-ci envoie au couple ses Maisons du génie avec pour Berl ces mots : « […] ce livre qui ne se serait jamais fait sans vous ».
Emmanuel Berl est inhumé, au côté de sa dernière épouse, Mireille, au cimetière du Montparnasse (25e division, petit cimetière). Ils vécurent durant quarante ans 36, rue de Montpensier (1er arrondissement de Paris), où une plaque leur rend hommage.

## Œuvres
- 1923 : Recherches sur la nature de l'amour : la réalité des sentiments
- 1925 : Méditation sur un amour défunt
- 1927 : La Route no 10
- 1929 : Mort de la pensée bourgeoise
- 1930 : Mort de la morale bourgeoise
- 1931 : Le Bourgeois et l'amour
- 1932 : La Politique et les partis
- 1934 : Discours aux Français
- 1934 : Lignes de chance
- 1937 : Le Fameux Rouleau compresseur
- 1938 : Frère bourgeois mourez-vous ? Ding ! Ding ! Dong !
- 1945 : Histoire de l'Europe. I, D'Attila à Tamerlan
- 1946 : Les deux sources de l'art occidental
- 1946 : À la couleur du temps : prise de sang
- 1946 : Structure et destin de l'Europe
- 1947 : De l'innocence
- 1947 : Histoire de l'Europe. II, L'Europe classique
- 1948 : La culture en péril
- 1952 : Sylvia
- 1956 : Présence des morts
- 1957 : La France irréelle
- 1959 : Les Impostures de l'Histoire
- 1962 : Cent ans d'histoire de France
- 1963 : La Céleste Loterie
- 1965 : Rachel et autres grâces
- 1965 : Rembrandt (avec Marcel Brion, Claude Roy et René Huyghe)
- 1965 : Le 9 Thermidor[24]
- 1968 : Nasser tel qu'on le loue
- 1968 : La Fin de la Troisième République : le 10 juillet 1940
- 1969 : À contretemps
- 1969 : Europe et Asie
- 1971 : Trois faces du sacré : Vinci, Rembrandt, L'ère des fétiches
- 1971 : « Introduction », dans Jacques Meyer (dir.) et alii, Vie et mort des Français (1939-1945), Paris, Hachette (réimpr. 1980) (1re éd. 1971), 614 p., p. 15-36.
- 1972 : Le Virage
- 1975 : Regain au Pays d'Auge (Le Livre de poche no 4 243)

### Publications posthumes
- 1976 : Interrogatoire par Patrick Modiano suivi de Il fait beau, allons au cimetière, éd. Gallimard
- 1985 : Essais, textes recueillis, choisis et présentés par Bernard Morlino, préface de Bernard de Fallois ; rééd. 2007, éd. Bernard de Fallois
- 1992 : Tant que vous penserez à moi, avec Jean d'Ormesson
- 1993 : Un télé-spectateur engagé (chroniques 1954-1971), textes présentés par Bernard Morlino
- 2020 : Prise de sang, introduction Bernard Morlino, postface Bernard de Fallois. Rééd. Les Belles Lettres
- 2022 : Le Temps, les idées et les hommes, préface de Bernard de Fallois, éd. Bouquins

### Ressource radiophonique
- Jean-Noël Jeanneney, « Emmanuel Berl, pacifiste intégral » [audio], émission Concordance des temps (58 min), France Culture, 26 novembre 2022 ; entretien avec Olivier Philipponnat (voir bibliographie) au sujet d'Emmanuel Berl, lequel connut une forte notoriété dans le cours du dernier siècle, à la croisée de la vie intellectuelle, de la création littéraire et de tous les remous de la politique.

### Ressource télévisuelle
- Roger Stéphane, entretien avec Emmanuel Berl